# بليس حولي
البليس الحولي أو البَرِينَة أو البَرْيَانَة (باللاتينية: Bellis annua) نوع نباتي يتبع جنس البليس من الفصيلة النجمية.

## الموئل والانتشار
موطنه حوض البحر الأبيض المتوسط من بلاد الشام إلى المغرب العربي وقبرص وتركيا وجنوب أوروبا.

## مرادفات للاسم العلمي
- (باللاتينية: Bellis dentata (Viv.) DC.)
- (باللاتينية: Bellis majoricensis Gand.)
- (باللاتينية: Bellis repens Lam.)
- (باللاتينية: Bellis vandasii Velen.)
- (باللاتينية: Bellium dentatum Viv.)
- (باللاتينية: Bellis annua subsp. majoricensis (Gand.) Gand.)
- (باللاتينية: Bellis annua subsp. repens (Lam.) Govaerts)
- (باللاتينية: Bellis annua subsp. vandasii (Velen.) D. A. Webb)